# بریلی (دهانه)

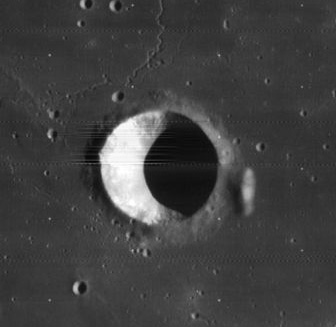
تصویر بریلی

بریلی یک دهانه برخوردی در ماه است.

## دهانه‌های اقماری
این دهانه ۹ دهانه اقماری دارد.
| Brayley | عرض جغرافیایی | طول جغرافیایی | قطر          |
| ------- | ------------- | ------------- | ------------ |
| C       | ۲۱٫۴° N       | ۳۹٫۴° W       | ۹٫۰ کیلومتر  |
| B       | ۲۰٫۸° N       | ۳۴٫۳° W       | ۱۰٫۰ کیلومتر |
| E       | ۲۱٫۲° N       | ۳۹٫۷° W       | ۵٫۰ کیلومتر  |
| D       | ۲۰٫۱° N       | ۳۲٫۸° W       | ۶٫۰ کیلومتر  |
| G       | ۲۴٫۲° N       | ۳۶٫۵° W       | ۵٫۰ کیلومتر  |
| F       | ۲۱٫۱° N       | ۳۴٫۰° W       | ۵٫۰ کیلومتر  |
| K       | ۲۱٫۲° N       | ۴۱٫۷° W       | ۳٫۰ کیلومتر  |
| L       | ۲۰٫۹° N       | ۴۲٫۶° W       | ۴٫۰ کیلومتر  |
| S       | ۲۵٫۰° N       | ۳۶٫۷° W       | ۳٫۰ کیلومتر  |